# Эстонские подразделения люфтваффе
Эстонские подразделения люфтваффе (нем. Die estnischen Gliederungen der Luftwaffe) — подразделения люфтваффе, сформированные летом 1941 года и состоявшие из эстонских авиаторов. Комплектование производилось на добровольной основе.

## История

### Формирование
Летом 1941 года при оставлении Красной армией территории Эстонии материальная часть бывших эстонских ВВС уничтожалась или вывозилась отступающими войсками. После ухода РККА в удовлетворительном состоянии (с незначительными повреждениями) остались всего четыре самолёта — монопланы эстонского производства PTO-4, являвшиеся собственностью Эстонского аэроклуба в Таллинне. Эстонские лётчики, не попавшие на службу в Красную армию, в начале войны находились в тренировочном лагере Ягала. Большинство из них, чтобы избежать попадания в Россию, сбежало оттуда, после чего некоторое время существовали, как «лесные братья». При занятии Эстонии Германией они вышли из леса; из них и были сформированы эстонские подразделения в составе немецких вооружённых сил.
Осенью 1941 года гауптман абвера Герхард Бушманн, спортивный пилот с балтийскими немецкими корнями, предложил германскому командованию восстановить PTO-4 и сформировать вооружённую ими эстонскую эскадрилью. Это предложение вызвало интерес у представителей Kriegsmarine (немецкого флота). Получив согласие командующего 1-м воздушным флотом Люфтваффе генерал-оберста Альфреда Келлера, адмирал Восточной части Балтийского моря (Admirals Osthsche Ostsee) утвердил планы боевого применения эстонской эскадрильи. Однако вопрос содержания этого подразделения оставался открытым — ни немецкие военно-воздушные силы, ни военно-морские силы не имели желания обеспечивать существование её личного состава.
В результате усилий Бушманна, начальник СС и полиции Эстонии согласился признать эстонскую эскадрилью в качестве «отряда полиции» и поставить на довольствие. Так было обеспечено формирование эстонской эскадрильи, созданной 12 февраля 1942 года.

### В распоряжении Кригсмарине
С марта 1942 г. эскадрилья, названная «Sonderstaffel Buschmann» («Специальная эскадрилья Бушманна»), совершала боевые вылеты с задачами патрулирования акватории Финского залива для обнаружения советских подводных лодок. Самолёты PTO-4 не были оборудованы радиостанциями и не имели бортового вооружения. В этот период и пилоты не имели единой формы одежды — одни носили форму Люфтваффе без знаков различия, другие — эстонскую военную форму периода до 1940 г., а третьи — вообще гражданскую одежду.
К началу лета 1942 г. в «Специальной эскадрилье Бушманна» на вооружении состояли: четыре РТО-4 (бортовые номера SB+AA, SB+AB, SB+AC и SB+AD), один Miles «Magister» (SB+AF), один De Havilland DH-89A «Dragon Rapide» (SB+AH) и один RWD-8 (SB+AJ). В дополнение к ним немцы передали эскадрилье ещё четыре Stampe SV-5 — бельгийские учебные бипланы, десять из которых, в своё время, были собраны по лицензии в Латвии. Однако вскоре выяснилось, что Stampe SV-5 совершенно непригодны для полётов над морем, и потому они уже тем же летом были заменены немецкими Не-60.

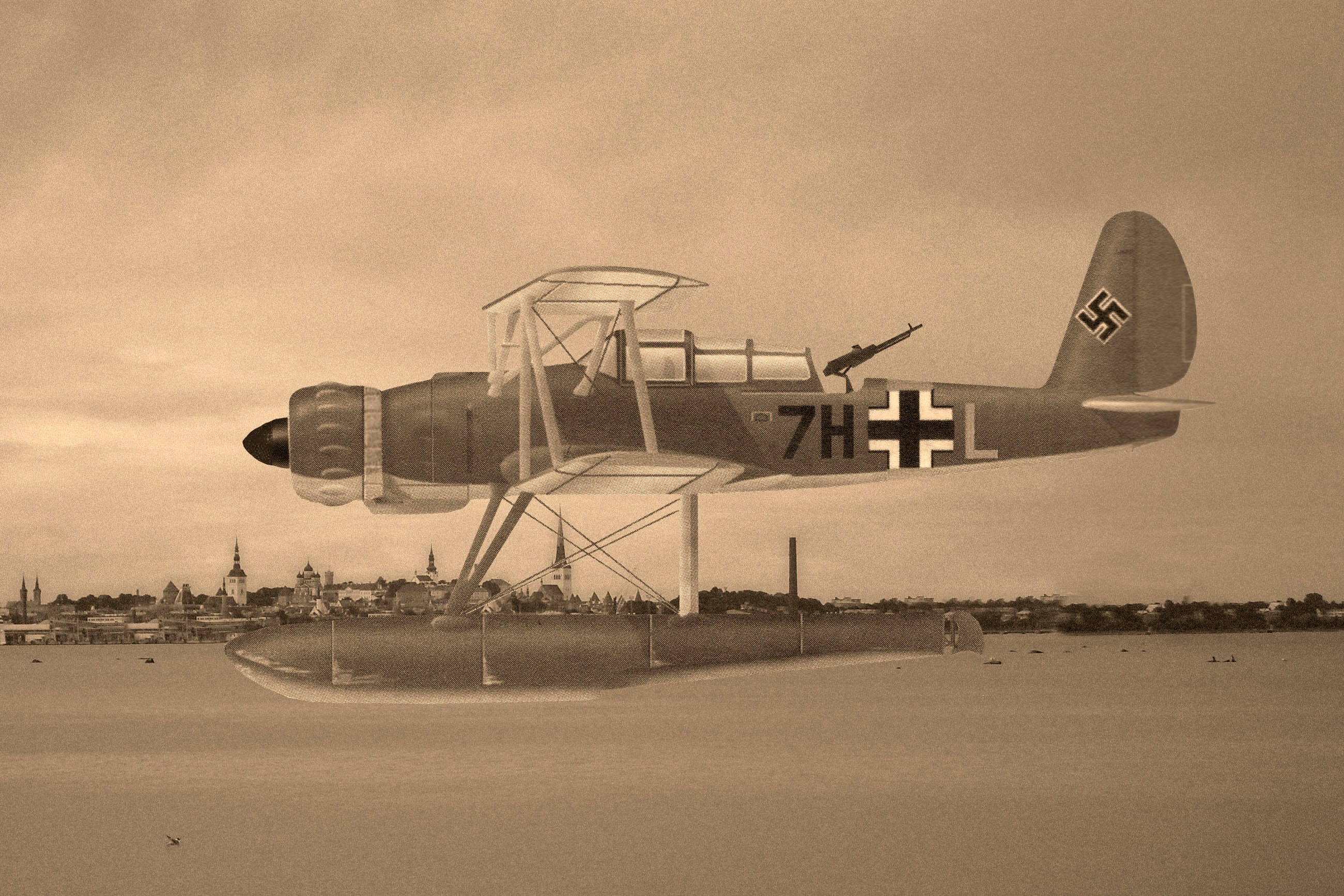
Гидроплан Ar 95 «Специальной эскадрильи Бушманна» над Таллиннской бухтой (Tallinn laht)

Тем временем гауптман Бушманн прилагал усилия обеспечить свою эскадрилью новыми самолётами. Так, он добился предоставления гидросамолётов-разведчиков Arado Ar 95, первоначально предназначенных для Чили, доставка которых в Южную Америку была отменена. Бушманн также пытался решить вопрос и с вооружением эскадрильи истребителями Bf 109T, которые должны были базироваться на немецком авианосце «Граф Цеппелин», чьё строительство было заморожено, но командование Люфтваффе отказалось предоставить их эстонской эскадрилье.
Началось преобразование «Специальной эскадрильи Бушманна» в «Специальную группу» (аналог советских авиаполков); но осенью 1942 г. Гитлер неожиданно распорядился расформировать её. Тот факт, что она действовала в интересах Кригсмарине, а также то, что эстонцы получали самолёты от Люфтваффе, как равноправные союзники, вызвал недовольство рейхсмаршала Геринга. Воспользовавшись недоверием Гитлера к своим союзникам-неарийцам, он добился приказа о расформировании группы Бушманна.
К началу 1943 года, когда было принято окончательное решение о роспуске эстонской авиагруппы, в её составе уже было 50 самолётов и примерно 200 человек персонала. Распоряжение Гитлера так до конца никогда не было выполнено. Командование Кригсмарине и иные немецкие инстанции в Прибалтике были заинтересованы в дальнейшем существовании такого подразделения, которое теперь формально стало подчиняться, как «5-я связная авиагруппа специального назначения» (Nachrichten und Verbindungsfliegergruppe z.b.V.).
В это же время гауптман Бушманн предпринимал меры по форсированному включению своей группы в состав Люфтваффе. Наконец, весной 1943 г. ему удалось достичь своей цели. И хотя ещё с июля 1942 г. «особая эскадрилья Бушманна» фактически входила в состав Люфтваффе в качестве 15./Aufkl.Gr.l27 (See) (Aufklarungsgruppe 127 — 127-й группы гидросамолётов морской разведки), лишь теперь состоялся официальный приём эстонских пилотов на службу в Люфтваффе.

### В составе Люфтваффе

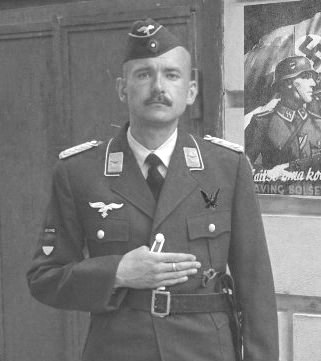
Обмундирование эстонских подразделений состояло из стандартной формы одежды люфтваффе с добавлением на правый рукав национальной эмблемы. Также, многие носили над левым карманом знак пилота ВВС Эстонской республики 1918—1940 гг.

С 1 апреля 1943 года эстонская 127 группа гидросамолётов разведки стала подчиняться непосредственно 1-му Воздушному Флоту, получив летательные аппараты от немецкого Luftflotte 1 (1-й Воздушный Флот Люфтваффе). Это было первое подразделение Люфтваффе, укомплектованное иностранцами.
Aufklarungsgruppe 127 состояла из гидросамолётов Хейнкель He 60А и Арадо Ar 95, базирующихся на озере Юлемисте и смежном аэродроме близ Таллинна, выполняла то же воздушное наблюдение Финского залива и восточной части Балтийского моря. Летом 1943 года две из трёх эскадрилий Aufklarungsgruppe 127 были укомплектованы самолётами Хейнкель He 50А и Арадо Ar 66, применяемыми в качестве ночных бомбардировщиков — по образцу советского У-2 (По-2), и посланы на Восточный Фронт, третья эскадрилья военно-морской разведки осталась в Эстонии.
28 ноября 1943 года эскадрильи, отделённые от Seeaufklarungsgruppe 127 и перешедшие на Восточный Фронт, были преобразованы в Nachtschlachtgruppe 11 (NSGr.11 — 11-ю группу ночных бомбардировщиков). Оставшаяся эскадрилья разведки была преобразована в отдельную эскадрилью (1./127), вылетавшую с озера Юлемисте до осени 1944 года. 21 сентября эскадрилья была переведена в Восточную Пруссию, где была расформирована в октябре 1944 года. При убытии эскадрильи из Таллинна, три экипажа улетели на своих самолётах в нейтральную Швецию.
NSGr.11, первоначально совершала ночные вылеты на фронте в районе Невеля. В феврале 1944 года была передана Эстонии и использовалась на Нарвском участке фронта, осенью в районе Тарту. Весной и летом 1944 года десять пилотов от этой группы были направлены обучению на лётчиков-истребителей в Германию. Осенью 1943 года учебная программа для пилотов и других специалистов авиации была начата в Лиепае, Латвия. С этой целью там была установлена специальная школа авиации, для обучения эстонцев и латышей. Летом 1944 года эстонская часть школы была передана аэродрому Sauga в Пярну, Эстония, где работала до эвакуации из Эстонии в сентябре 1944 года. В сентябре 1944 года NSGr.11 была также переведёна из Эстонии в Восточную Пруссию, где это была расформирована в октябре 1944 года. Кроме того, три самолёта от NSGr.11 улетели в Швецию после убытия из Эстонии.
Карьера десяти эстонских лётчиков-истребителей в люфтваффе сложилась следующим образом. Трое из лётчиков погибли в авиакатастрофах в период обучения, один лётчик погиб при выполнении боевого задания, двое дезертировали из рядов люфтваффе, перелетев на своих самолётах Fw 190А в Швецию, судьба ещё четверых неизвестна.

### После расформирования
После того, как эстонские подразделения люфтваффе были расформированы, большую часть персонала послали в Данию в так называемую «Школу парашютистов», в то время как большинство офицеров направили в 20-ю эстонскую дивизию СС. Из «Школы парашютистов» солдаты в декабре 1944 года были отправлены на обучение в расчёты тяжёлых зенитных орудий, откуда, в конце концов, в марте 1945 года они попали в ту же 20-ю эстонскую гренадёрскую дивизию СС.
В целом приблизительно 1000 эстонцев служили в эстонских авиационных частях, включая наземные команды. В Эстонии немцы также установили воздушную сеть наблюдения, состоявшую из эстонских расчётов. Ещё больше эстонцев во время Второй мировой войны служило вспомогательным персоналом люфтваффе.

## Командование
- Герхард Бушманн

## Эстонские подразделения

### С осени 1941 года
- Sonderstaffel Buschmann (Специальная эскадрилья Бушманна)

### С 1 апреля 1943 года
- Aufklarungsgruppe 127 (127 группа гидросамолётов разведки)

### С 28 ноября 1943 года
- Аufklarungsstaffel 1/127 (1 эскадрилья 127 группы гидросамолётов разведки)
- Nachtschlachtgruppe 11 (11 группа ночных бомбардировщиков)

## Летательные аппараты
| Тип      | Производство | Назначение                                  | Количество | Примечания |          |
| Самолёты | Самолёты     | Самолёты                                    | Самолёты   | Самолёты   | Самолёты |
| -------- | ------------ | ------------------------------------------- | ---------- | ---------- | -------- |
| PTO-4    | Эстония      | учебно-тренировочный                        | 4          |            |          |
| He 60    | Германия     | гидросамолёт-ближний разведчик              | ?          |            |          |
| Ar 95    | Германия     | гидросамолёт-торпедоносец-разведчик         | ?          |            |          |
| He 50    | Германия     | разведчик-бомбардировщик                    | ?          |            |          |
| Ar 66    | Германия     | учебно-тренировочный, ночной бомбардировщик | ?          |            |          |